# 강용식
강용식(康容植, 1939년 5월 8일 ~ 2025년 8월 2일)은 대한민국의 언론인 출신 정치인이다. 문화공보부차관, 제12·14·15대 국회의원, 국회사무총장을 지냈다.

## 주요 이력
1939년 5월 8일, 경성부에서 태어났다. 
1966년 9월, TBC 동양방송 기자로 입사하였고 2년 후 1968년 12월, 서울중앙방송(KBS 한국방송공사의 전신) 기자로 이적 입사하여 1980년대 초반까지 KBS 한국방송공사 보도본부장 직을 지냈다. 1982년 1월, KBS에서 퇴사를 한 뒤 프리랜서를 선언했다. 
제12대 국회의원 선거를 앞두고 민주정의당의 공천을 받아 전국구 국회의원으로 당선되었다. 1988년~1989년 제16대 문화공보부 차관과 1989년 문화공보부 장관 직무대리를 역임했다. 전직 서울마주협회 회장이었다.

## 학력
- 서울고등학교 졸업
- 서울대학교 법과대학 법학과 학사

## 저서
- 《당신의 미래는 방송에 있다》(1994년)
- 《인생은 짧지만 남기고싶은 이야기는 많다》(2000년)

## 역대 선거 결과
|  | 35.25% |

|  | 38.5% |

|  | 34.5% |

## 같이 보기
- 대한민국 제12대 국회의원 선거 민주정의당 후보 목록#전국구
- 대한민국 제14대 국회의원 선거 민주자유당 후보 목록#전국구
- 대한민국 제15대 국회의원 선거 신한국당 후보 목록#전국구
- 대한민국의 문화체육관광부 차관
- 대한민국의 국회사무총장